# Future House
Future House (auch bekannt als UK deep house) ist eine Musikrichtung der elektronischen Tanzmusik, abstammend vom Genre House. Die Musikrichtung erlangte in den 2010ern an Bekanntheit. Future House wird meist als Fusion zwischen UK Garage und Deep House beschrieben.

## Geschichte
Laut dem französischen Produzenten Tchami verwendete er selbst den Begriff „Future House“ erstmals 2013 in einem seiner Lieder auf SoundCloud. Später wurde dem Begriff von Fans und Medien ein eigener Musikstil zugeschrieben.
Die Songs Koala und Gecko von Oliver Heldens machten den Musikstil erstmals weltweit bekannt.
Auch im deutschen Raum gibt es einige bekannte Produzenten, welche den Musikstil geprägt haben. Nennenswert sind hierbei Künstler wie Plastik Funk, JustLuke und Keanu Silva.

## Charakteristik
Future House wird mit etwa 125 bis 130 BPM produziert. Es werden Bässe verwendet, die stark moduliert wurden. Die Hauptmelodie (Lead) wird in einem metallisch und elastisch klingenden Stil gehalten. Wie im House auch, wird Future House im Viervierteltakt abgespielt. Anders zu House wird jedoch auf Snares im 2. Fuß verzichtet, und die offenen und geschlossenen Hi-Hats spielen eine größere Rolle.

## Nennenswerte Künstler
Nennenswerte Künstler, die an der Future House-Szene beteiligt sind:
- A-Trak
- Brooks
- Chocolate Puma
- Curbi
- Don Diablo
- EDX
- Hugel
- Jonas Aden
- Loud Luxury
- Lucas & Steve
- Martin Solveig
- Mesto
- Mike Williams
- Mo Falk
- MOTi
- Oliver Heldens
- Sander Kleinenberg
- Syn Cole
- Tchami

## Subgenres
- Future Bounce
- Bass House
- Slap House